# Rejon kargacki
Rejon kargacki (ros Каргатский район) – rejon będący jednostką podziału administracyjnego rosyjskiego obwodu nowosybirskiego.

## Historia
W XIII wieku na ziemiach dzisiejszego rejonu kargackiego pojawiają się Tatarzy. Sama nazwa wywodzi się z ich języka i pochodzi od jednej z miejscowych rzek. W XVIII wieku tereny te zaczynają być stopniowo zasiedlane przez rosyjskich kolonistów, a przez ziemie te poprowadzono jeden ze szlaków wiodących w stronę Moskwy. Trakt ten stanowił połączenie ze światem dla miejscowej ludności, która zajmowała się głównie rolnictwem i hodowlą. Produkowana żywność wymieniana była głównie na sól oraz inne dobra konsumpcyjne, których tu brakowało. W XIX wieku zaczyna się rozwój tego obszaru, gdy władze w Petersburgu kilkakrotnie podejmują się przeprowadzenia akcji kolonizacyjnej. Rozwój został też pobudzony przez zniesienie pańszczyzny przez imperatora Aleksandra II Romanowa, zaczęły powstawać pierwsze drobne zakłady wytwórcze, rozwijał się handel, zapoczątkowano powolny proces unowocześniania rolnictwa. W drugiej połowie XIX wieku kolejnym impulsem do rozwoju było poprowadzenie przez ten teren linii kolejowej, która ostatecznie została ukończona w 1916 roku. Wcześniej na te tereny napływają nowi osadnicy, głównie z terenów zachodnich guberni Imperium Rosyjskiego, m.in. ukraińskich i białoruskich. W okresie rosyjskiej wojny domowej tereny te zajmuje wojsko podległe admirałowi Kołczakowi, który zostanie później wyparty przez bolszewików, którzy zaprowadzą na tych ziemiach swój porządek. 12 września 1924 roku Syberyjski Komitet Rewolucyjny wydaje decyzje o utworzeniu rejonu kargackiego. W tym okresie istniało na tym obszarze 112 osiedli wiejskich, łącznie zamieszkiwanych przez 41 882 ludzi. Kilka lat później wdrożona zostaje tu polityka stalinowskiej kolektywizacji. Władza sowiecka inwestuje w infrastrukturę, buduje m.in. nowe drogi, osiedla mieszkaniowe i rozwija kolektywne rolnictwo. Po ataku III Rzeszy na Związek Radziecki w 1941 roku na terenie rejonu kargackiego sformowano i wysłano na front jednostkę piechoty. Po II wojnie światowej rozwijano przede wszystkim rolnictwo, ale także związane z nim przetwórstwo, drobny przemysł, inwestowano także w obiekty kulturalne i sportowe oraz otwierano nowe placówki edukacyjne.

## Charakterystyka
Rejon kargacki położony jest w centralnej części obwodu nowosybirskiego. Jest to teren głównie stepowy, przecinany co jakiś czas dolinami. Sieć rzek i jezior jest słabo rozwinięta, przez środek ziemi kargackiej przepływa rzeka Kargat, które długość na terenie rejonu wynosi około 130 kilometrów. Rejon posiada zasoby surowców mineralnych, z których największe stanowi glina. Lasy stanowią 9% całości obszaru rejonu, a 58% przeznaczone jest pod ziemie uprawne. Znajduje się tu także rezerwat przyrody o powierzchni prawie 100 hektarów, mający na celu ochronę miejscowej fauny i flory. W lasach znaleźć można niedźwiedzie, łosie, lisy, jelenie. Struktura gospodarki rejonu kargackiego w 2011 roku była następująca: 
- rolnictwo - 37,1%
- handel - 42,8%
- usługi - 5,0%
- przemysł - 4,0%
- budownictwo - 11,9%[7]

W 2011 roku rolnictwo wytworzyło 46 000 ton różnych zbóż. W tym samym roku liczba bydła hodowanego na farmach i w zakładach rejonu wyniosła 14 042 sztuk. Rocznie wytwarza się tu 3,9 tysiąca ton mięsa, a w ostatnim roku w cały sektor rolniczy kargackiej gospodarki zainwestowano ponad 100 milionów rubli. Ważną rolę spełnia też przetwórstwo produktów rolnych, mieszczą się tu m.in. zakłady produkujące sery. W rolnictwie zatrudnionych jest około 40% ludności rejonu. Przez obszar rejonu przebiega autostrada federalna M53, a także zachodnia odnoga Kolei Transsyberyjskiej. Łączna długość dróg na terenie obwodu wynosi 331,4 kilometry, z czego drogi o utwardzonej nawierzchni liczą 329,3 kilometrów. Na obszarze regionu wytyczony został też gazociąg oraz rurociąg transportujący ropę.
Na terenie rejonu kargackiego zlokalizowanych 36 publicznych placówek szkolnych, kilkanaście oddziałów przedszkolnych, 39 klubów kulturalnych, 29 bibliotek oraz muzeum. Znajdują się tu także 4 szpitale, 2 kliniki oraz kilka mniejszych placówek opieki zdrowotnej. W 1997 roku na tym obszarze mieszkało 24 700 ludzi. 91% mieszkańców stanowią Rosjanie, reszta to m.in. Tatarzy, Niemcy, Kazachowie oraz inne narodowości. Odległość do obwodowej stolicy, Nowosybirska wynosi 200 kilometrów. Liczba ludności na terenie rejonu powoli spada, z uwagi na emigrację do dużych miast oraz ujemny przyrost naturalny. Rejon podzielony jest na 10 osiedli typu wiejskiego oraz jedno typu miejskiego. Posiada on także własny herb, którego użycie jest regulowane specjalną ustawą.